# Akor
Akor – biblijna dolina, położona na północny zachód od Jerycha w pobliżu miasta Aj. Współcześnie jest utożsamiana z doliną Al-Bukaja. Według Księgi Jozuego (Joz 7,24–26) w Akor został ukamienowany Akan.